# Pix'n Love
 (janvier 2014).
Pix'n Love est un mook bimestriel français consacré aux jeux vidéo rétro sur consoles, PC et arcade. Il est édité par les Éditions Pix'n Love. 
Il a été fondé par une partie de l'ancienne équipe du magazine rétro Retro Game.